# Fadatarawadi, Athni
Fadatarawadi là một làng thuộc tehsil Athni, huyện Belgaum, bang Karnataka, Ấn Độ.